# Ekaterina Karavelova
Ekaterina Karavelova, född 1860, död 1947, var en bulgarisk feminist. Hon var en av grundarna till Bulgariska Kvinnounionen (1901).